# Neotrichoniscus manninoi
Neotrichoniscus manninoi är en kräftdjursart som beskrevs av Alessandro Brian 1959. Neotrichoniscus manninoi ingår i släktet Neotrichoniscus och familjen Trichoniscidae. Inga underarter finns listade i Catalogue of Life.